# Ató d'Oña
|  | Per a altres significats, vegeu «Ató de Pistoia». |

Ató d'Oña o Adó, en llatí Atto o Attus i en castellà Atón (Aragó o Catalunya, segona meitat del s. X - Oña, Burgos, ca. 1044) va ser un bisbe aragonès, retirat com a eremita al monestir de San Salvador d'Oña. És venerat com a sant per l'Església catòlica.

## Biografia
Havia nascut a Aragó o Catalunya, on era bisbe; en altres documents figura com a bisbe de Valpuesta i Oca cap a 1039-1044: Atto Aucensis episcopus. En tenir notícia de la santedat d'Énnec d'Oña, abat del monestir de San Salvador de Oña (província de Burgos, llavors domini del Regne de Navarra), volgué prendre'n exemple i renuncià als seus càrrecs i fortuna, i marxà a Oña per viure amb Énnec. Fou rebut per Énnec, amb qui feu amistat i de qui fou deixeble espiritual; es retirà a un lloc proper al monestir, Aldenal (avui La Aldea del Portillo del Busto), i hi morí poc després, cap al 1044, essent sebollit pel mateix Énnec d'Oña.

## Veneració
Les seves relíquies es veneren en una arqueta d'argent a l'església d'Oña, juntament amb les d'Énnec.